# Pichucalco
Pichucalco är en ort i Mexiko.   Den ligger i kommunen Pichucalco och delstaten Chiapas, i den sydöstra delen av landet, 700 km öster om huvudstaden Mexico City. Pichucalco ligger 44 meter över havet och antalet invånare är 14 220.
Terrängen runt Pichucalco är huvudsakligen kuperad, men norrut är den platt. Runt Pichucalco är det ganska tätbefolkat, med 67 invånare per kvadratkilometer. Närmaste större samhälle är Teapa, 17,9 km öster om Pichucalco. Trakten runt Pichucalco består till största delen av jordbruksmark.